# Jeroen Simaeys
Jeroen Simaeys, né le 12 mai 1985 à Malines, est un footballeur international belge évoluant au poste de milieu défensif.

## Biographie
Simaeys commence à jouer au football à Butsel dans le Brabant flamand où il a grandi. À 10 ans, il rejoint le club voisin de Oud-Heverlee. 5 ans plus tard, il part pour le FC Malines avant de revenir à Oud-Heverlee Louvain deux saisons plus tard. Il joue 3 saisons en division 3 nationale avec de rejoindre le Saint-Trond VV en division 1 et le FC Bruges deux ans plus tard. Sa place de prédilection est comme milieu défensif mais il peut aussi jouer défenseur central. Il suit aussi des études en psychologie en plus du football.
À son arrivée au club, il parvient très vite à s'imposer comme défenseur central malgré une préparation perturbée par une blessure. Il est la révélation de ce début de saison. 
Au niveau international, il compte deux sélections en équipe nationale belge.
Le 30 juillet 2011, il signe au KRC Genk pour un montant de 150 000 €.

## Statistiques
| Saison  | Club                 | Pays     | Championnat | Match | Buts |
| ------- | -------------------- | -------- | ----------- | ----- | ---- |
| 2002/03 | Oud-Heverlee Louvain | Belgique | Division 3  |       |      |
| 2003/04 | Oud-Heverlee Louvain | Belgique | Division 3  |       |      |
| 2004/05 | Oud-Heverlee Louvain | Belgique | Division 3  |       |      |
| 2005/06 | Saint-Trond VV       | Belgique | Division 1  | 31    | 5    |
| 2006/07 | Saint-Trond VV       | Belgique | Division 1  | 27    | 4    |
| 2007/08 | FC Bruges            | Belgique | Division 1  | 30    | 3    |
| 2008/09 | FC Bruges            | Belgique | Division 1  | 31    | 5    |
| 2009/10 | FC Bruges            | Belgique | Division 1  | 25    | 1    |
| 2010/11 | FC Bruges            | Belgique | Division 1  | 26    | 2    |
| 2011/12 | Racing Genk          | Belgique | Division 1  | 29    | 2    |
| 2012/13 | Racing Genk          | Belgique | Division 1  |       |      |

## Palmarès
- Vainqueur de la Coupe de Belgique en 2013 avec le RC Genk